# Petääsaari (ö i Södra Savolax, Nyslott, lat 61,83, long 29,40)
Petääsaari är en ö i Finland. Den ligger i sjön Puruvesi och i kommunen Nyslott i  landskapet Södra Savolax, i den sydöstra delen av landet, 300 km nordost om huvudstaden Helsingfors. Öns area är 2,6 hektar och dess största längd är 340 meter i sydöst-nordvästlig riktning.